# Rost
För andra betydelser, se Rost (olika betydelser).

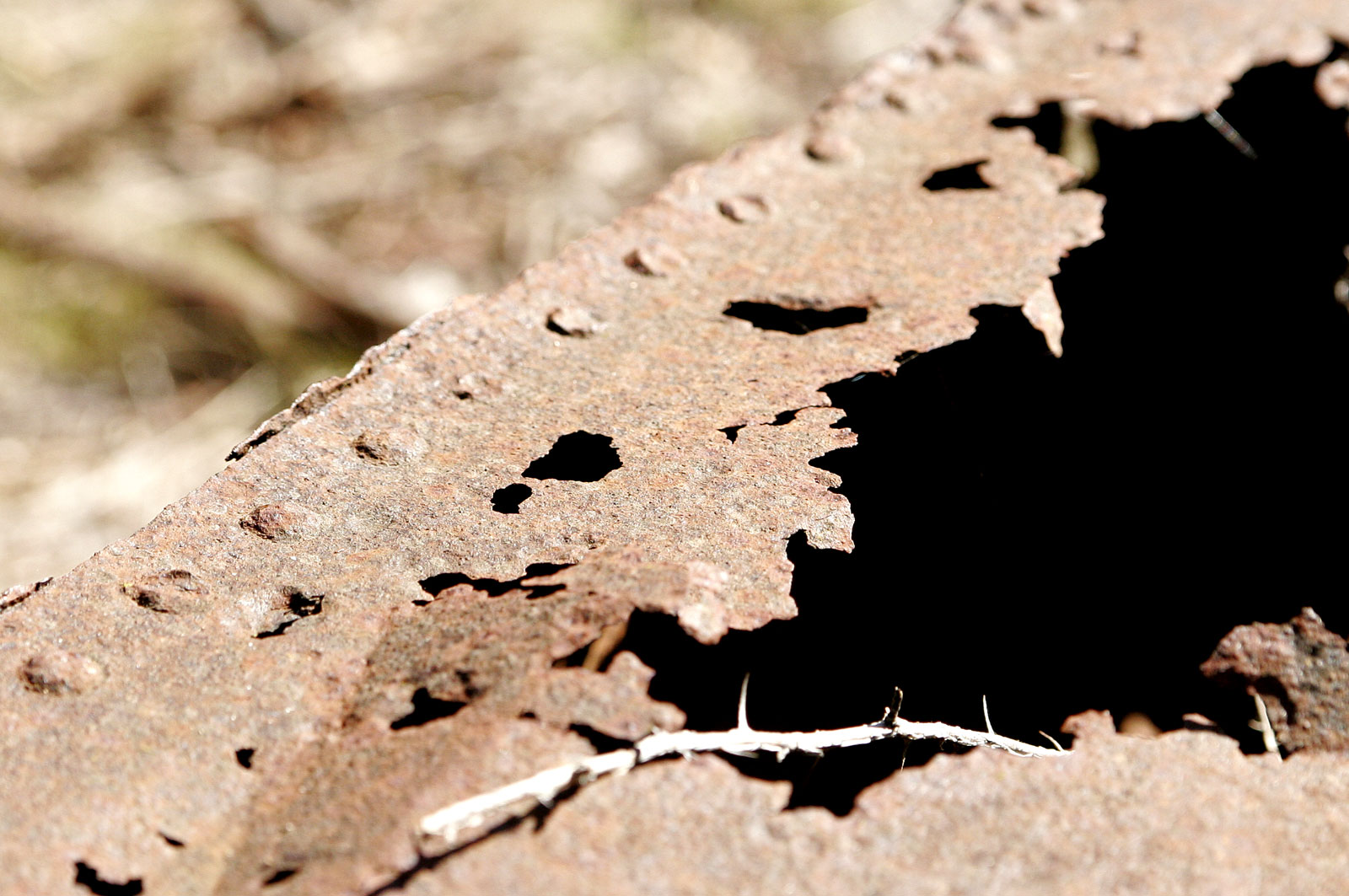
Genomrostad plåt.

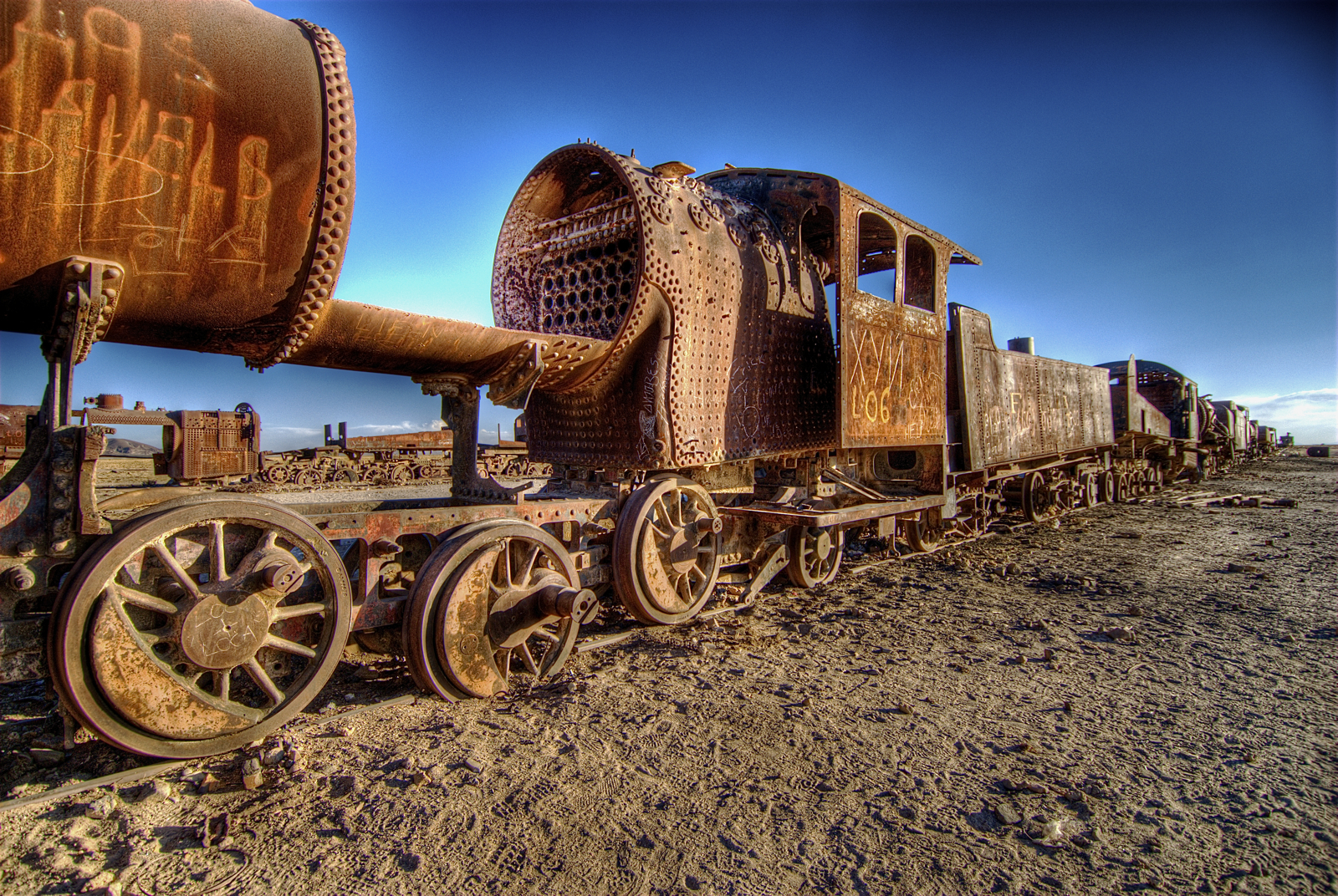
Gammalt tåg som rostat i öknen

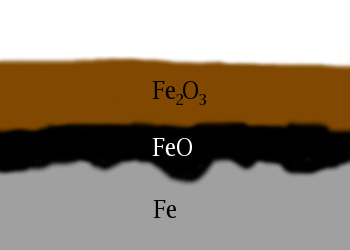
Rödrost bildar ett poröst lager ovanpå gravrosten som äter sig in i metallen.

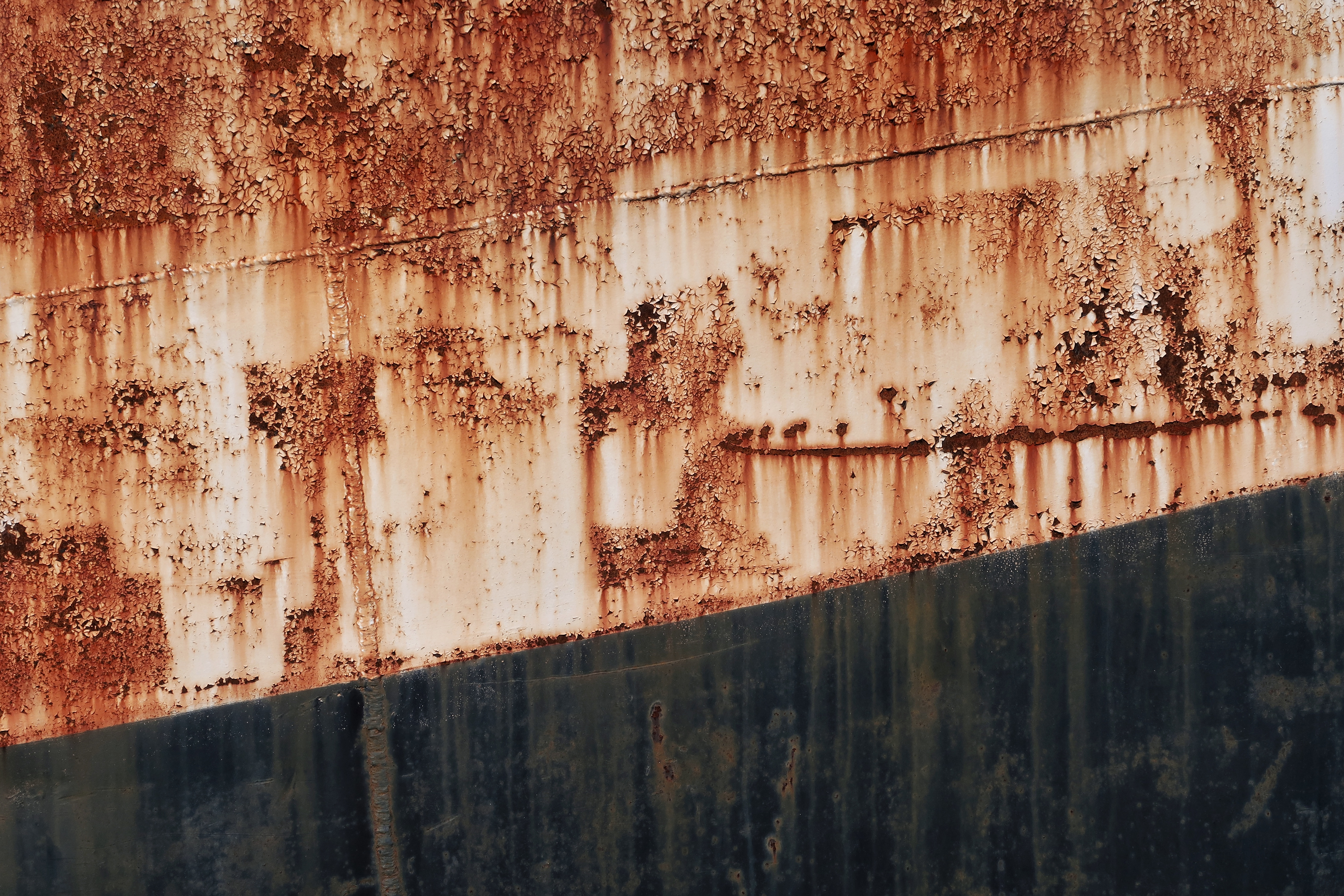
Fartygsrost.

Rost är de spröda, porösa och vattenhaltiga järnhydroxider, vanligtvis bruna till rödbruna i färgen, som bildas då järn korroderar, eller rostar, i närvaro av vatten och syre (oxygen). På grund av rostens porösa natur skyddar det inte det underliggande järnet mot vidare korrosion.
Rostangreppen bildas i två steg. Först bildas rödbrun rödrost som består av järn(III)oxid och järn(III)oxidhydroxid. Det är ett mindre allvarligt angrepp och kan ofta avlägsnas genom lätt slipning. Det ger i normala fall inte heller något skydd mot fortsatt angrepp utan binder vatten som möjliggör angrepp på djupet. Då bildas gravrost (Järn(II)oxid) som är svart eller mörkbrun.
I basiska miljöer, till exempel järn som är ingjutet i betong, blir oxiderat järn passiviserat och rostar inte så länge någon del av järnet inte är exponerat för neutral eller sur miljö. Då bildas en så kallad aktiv/passiv-cell där den passiviserade oxiden fungerar som katod.
Även en liten skada i rostskyddande ytbehandling, till exempel målning, kan ge ingång till omfattande skador genom att rosten kryper under det skyddande ytskiktet. Mekanismer härvidlag är en kombination av hygroskopi och kapillärverkan, som transporterar fukt.
I torr luft inomhus rostar inte järn, men är relativa fuktigheten över cirka 60 % rostar järn spontant utan att vara vått. Utomhus utsätts järn för svaveldioxid som angriper järn och bildar järn(II)sulfat som fungerar som anod för fortsatt oxidering.
Den kemiska skillnaden mellan rödrost och gravrost är att det i ena fallet rör sig om två-värt järn (ferro, FeO) respektive tre-värt järn (ferri, Fe2O3). Närvaro av vatten ger upphov till hydroxider, FeO2H, som sålunda är en beståndsdel i varierande mängd i det generella "ämnet" rost.
Rost har större volym än järn, vilket gör att det blir sprängverkan när rost bildas i håligheter i konstruktionen, till exempel springor mellan överlappande plåtar.
Spiksjuk var en term som förr brukade användas om fartyg vars järnförbindningar, bultar och spik i skrovet var förrostade.

## Metoder för rostskydd
Rostskydd sker med olika ytbehandlingar och är metod att erhålla korrosionsskydd.
- Svärtning
- Brungöring
- Galvanisering
- Varmförzinkning
- Rostskyddsmålning
- Katodiskt skydd